# Whitwell Elwin
Whitwell Elwin, född 1816, död 1900, var en engelsk präst, kritiker och redaktör för the Quarterly Review.
Elwin, som var son till en lantjunkare i Norfolk, studerade vid Caius College, Cambridge, och lät prästviga sig. Han var en betydelsefull bidragsgivare till Quarterly Review, där han blev redaktör 1853. 
Han satte i gång med att slutföra Crokers utgåva av Alexander Pope och sammanställde fem volymer, innan han upphörde med detta arbete, som fullföljdes av William John Courthope. Som utgivare var han känd för sina bestämda uppfattningar i alla frågor.